# 帝国千戦記
『帝国千戦記』（ていこくせんせんき）は、郎猫儿製作の全年齢対象ボーイズラブゲームソフト。

## 概要
Windows版では18禁追加ディスクとして「帝国千戦記 千夜の夢」（2004年4月/2007年4月廉価版）が別途発売されている。
舞台設定のモデルは三国時代の中国。
巨大な帝国が崩壊し、地方の軍閥が統一政権を目指して挙兵するところから始まる。
本作品はシナリオを読み進めるストーリーパートと、各地に自軍の武将を配置しての戦闘パートの二つを繰り返して進行。
ストーリーパートでは各攻略対象であるメインキャラクター達とのイベントをこなしいずれかのエンディングを目指す一方、
戦闘パートでは各地の仲間を招集して自軍の強化を図るとともに、サブキャラクター達の背景イベントなども盛り込まれている。
尚、「帝国千戦記 千夜の夢」により、各ルートにシナリオが追加される。

## ストーリー
ある巨大な帝国が皇帝の死と共に滅びた。
時の権力者達は国を三つに分断し、各々が王を名乗り各地を統治することとなる。
その内の一つの国の片隅に、後の歴史に神童と語られる陶青樺という青年がいた。
貧しい村に生まれ、家族と平和に暮らしていた青樺。しかし帝国の崩壊と共に状況が一変し、村ぐるみで国の城壁工事に駆り出されてしまう。奴隷同然の過酷な環境に家族の死。厳しい現実の中で全てを失った青樺だが、彼が「ある力」を得た時運命は大きく動き始める。
お尋ね者の元将軍に放蕩者の元大臣、武装集団の首領に旅の幻術士、不思議な青年に謎めいた武器商人。
平穏な世ならば決して無かった彼らとの出会いと、自分や近しい人に迫る危機が見える「先見」の力。
この二つが青樺とこの国にもたらすものとは…。

## 登場キャラクター
声の表記は「PC版 / PS2版」の順。

### メインキャラクター
陶青樺（トウセイカ）
声：石井一貴 / 福島潤
本作の主人公。後世に神童と伝わる。兄を亡くす際「先見」の能力に目覚め、打倒陳王高を目指す。貧しい農民の出で学識は無いが頭は良く、何事にも真摯に取り組む。しかし真面目であるが故に、時折考えすぎて悩みこんでしまうこともある。家族の仇への憎悪を胸に刻み復讐のみを生きる糧とするが、仲間達との出会いや様々な経験を経て人間的に大きく成長する。
孟元堅（モウガンケン）
声：古賀寛之 / 土屋利秀
数々の武勲を立てながらもお尋ね者として追われる元将軍。行き倒れた青樺を解放した人物であり、青樺の保護者的存在。後に陶青樺を総大将とした反乱組織「青軍」を立ち上げる。面倒見が良く世話焼きで豪快な熱血漢だが、武門と名高い名家の生まれなので礼節を弁え、剣と馬術において右に出るものが無い武人。史鋭慶に対し深い恨みを持つ。
貴紗烙（キシャラク）
声：鈴木千尋 / 武内健
高級官僚を代々輩出した名門貴族の御曹司。「貴一族の狂児」の通り名を持つ放蕩息子で、大臣職を金で売り払い賭け事や遊郭に入り浸っているが、頭の回転が速い切れ者。掴みどころがない性格で、何事にも振り回されること無く自身が想うままに生きる奔放な人物。興味本位で青樺達と行動を共にするが、参謀役として青軍に欠かせない存在に。
燕旺珂（エンオウカ）
声：金子亮太 / 鳥海浩輔
山城に居を構えている武装集団の若き首領。元は地方役人の息子だが上昇志向が非常に高く、一国一城を狙う野心家でもある。自信家で高慢な面も目立つが、的確で優れた判断力と他者の言を聞き入れる柔軟さを併せ持ち、彼を慕う部下も多い。国取りの足掛りとして、青軍に身を寄せることになる。
朱緋真（シュヒシン）
声：下野紘 / 下和田裕貴
明朗快活で悪戯好きな幻術士。楽しいことや面白いことが大好きという賑やかな性格だが、物事を深く考えず調子に乗りやすい為に失敗することもしばしば。元は青樺と同じく農民の出だが、徴兵を免れる為という不純な動機で村に居た仙人に弟子入りする。暗くなりがちな雰囲気を明るくしてくれる青軍における重要なムードメーカー。
氷霧（ヒョウム）
声：羽吹梨里 / 藤田圭宣
変幻自在の変身能力を持つ不思議な青年。山の中で老人の姿で行き倒れていた所を青樺に助けられ、その為か青樺を子犬のように慕う。人間離れした美しい容姿と浮世離れした雰囲気を持つが、余りの常識外れの天然ボケに周囲を唖然とさせることも。山で行き倒れる以前の記憶が無く、変身能力を持つ自身の出生も定かではない。
李琉舜（リリュウシュン）
声：柊みかみ / 清水俊彦
謎めいた雰囲気の武器商人。年若いが武器を見る目は確かで、その目利きは長年将軍職にあった孟元堅をも呻らせるほど。旅の途中に青樺達と出会い、後に都で店を開いていたところを再開する。非常に寡黙で年不相応な冷静さを持つが、時折見せる張り詰めた表情からは、何か深い苦悩を抱えていることがうかがえる。
史鋭慶（シエイケイ）
声：緑川光 / 同左
この国の宰相で陳王高の右腕。享楽に耽る主に変わり、実質的に国を仕切っている人物。陳王高からは絶大な信用を得ているが、彼自身は主に対して忠誠を誓っているかは不明。他者に対し冷徹で頑なな態度を貫き、目的の為には手段を選ばない非常な手腕と、宰相という立場や有能さなどもあいまって、宮廷内外問わず敵が数多い。
要使春（ヨウシシュン）
声：間島淳司 / 笹沼晃
青樺の幼馴染の青年。明るくて面倒見が良く、青樺にとっては年の近いもう一人の兄のような存在。幼い頃彼の父親の発破の技術に目を付けた陳軍に家族諸共連行されて以後、音信不通になる。数年後偶然青樺と再会する。PCからPS2への追加キャラの一人。
李暫嶺（リザンリョウ）
声：藤原満 / 千葉一伸
謎に包まれた凄腕の暗殺者。青樺を狙う意図は不明だが、その背景には何らかの思惑があるらしい。穏やかで義理堅い性格だが、石頭で頑固なところが玉に瑕。また相手が女子供であろうとも私情を挟まず「仕事」を遂行する非情さも併せ持つ。PCからPS2への追加キャラの一人。

### サブキャラクター
彰欄（ショウラン）
声：高城元気／梶裕貴
年齢不詳の仙人。朱緋真の師匠であり、自らも強力な幻術を操る。小言が多い性格で、最近は弟子の不真面目さに頭を悩ませている。尊大な口調の割に幼い外見をしている。
白怜迅（ハクレイジン）
声：高橋あきお／前野智昭
燕旺珂の腹心の部下。旺珂とは子供の頃からの付き合いで、彼に絶対の忠誠を誓っている。寡黙で表情に乏しい為、冷淡と誤解を招きやすい。剣の腕も起つが情報処理などの雑務にも長け、主に後方面で主を補佐する。
安瑞嵐（アンズイラン）
声：高城元気／倉森慶二
自称「皇帝のご落胤」を語る少年だが、実は御付の男と組んで金を巻き上げる詐欺師。高飛車な物言いで生意気だが間の抜けたところがあり、からかわれるとムキになったりといった子供っぽい一面を見せたりと憎めない性格。
陸季（リクキ）
声：堂本あかり／今井麻美
その素性の一切が謎に包まれた神出鬼没の謎の商人。彼の扱う商品は、日用品から用途不明の物まで様々なものが揃っており、王侯貴族や名立たる豪傑達がそれらを求めて出向くといわれる。
雲月火（ウンゲッカ）
声：早川隆之／中川慶一
先の帝国時代から街道の管理を任されてきた雲家の青年。穏やかで心優しく、早く戦乱の世が終わり一族一丸となって雲家の使命を果たせるようになるよう願っている。血を残す為、一族内の女性との間に一児を儲けている。
啓洋健（ケイヨウケン）
声：村上和也／佐野孝行
農民で構成された自警団「白帯隊」の代表で、農民であることに誇りを持つ青年。普段は農業を営み、有事の際に参戦する白帯隊と青軍との橋渡しとなる役目を担う。実直でひたむきな人柄で、仲間達の信頼も厚く慕われている。
洪顔怜（コウガンリョウ）
声：高橋あきお／宮田浩徳
誇り高く義に厚い馬賊の頭目で、重い税に苦しむ民の為に役所を襲撃する高潔な人物。仲間内には戦火で孤児となったところを先代頭目に拾われた者も数多く、幼少の頃から共に育った彼らとは血の繋がり以上の絆で結ばれている。
煉邦（レンホウ）
声：高橋享／桑原敬一
巷で無差別に人を襲い「鬼」と噂される通り魔。その性は非情で残忍な殺人狂。元海賊の頭領だったが、その非道さから部下の裏切りに合い陸に追いやられる。小柄ながらも身の丈半分ほどもある巨大な鋏のような凶器を振り回す。
醜隗（シュウカイ）
声：高崎拓郎／宮田浩徳
奇怪な鉄面を付けた陳軍の参謀。蔀蝉示が取り立てるほどの知将で、新参者ながら異例の速さで軍師の位に上り詰める。その戦術はかの貴紗烙をも呻らせるほどだが、その非情な手腕は味方である陳軍内からも恐れられている。
益宝満（エキホウマン）
声：高橋あきお／宮田浩徳
大変な大食漢で肥満体が特徴の兵士。ただその強さは多くの人に知れ渡っており、陳軍の将軍である管常渇にはほとんどライバル視されるがごとく目の敵にされている（しかし益宝満は管常渇を全く意に介していない）。
鍔双（ガクソウ）
声：岡崎雅紘／野中秀哲
陳軍の元武将だったが蔀蝉示の策略に嵌り右腕と左足と左目、更には部下を一瞬にして失う。その後軍を追われ、半死半生で彷徨っていたところを斉旬に拾われた。彼の作った義肢を身につけ、陳軍への復讐の機会をうかがっている。
斉旬（サイジュン）
声：間島淳司／細井治
医者でありながら技術者という二束の草鞋を履く男。独自の武器などを開発する天才だが紙一重の変人でもある。鍔双のことも体のいいモルモットか用心棒と思っており、自分の借金の踏み倒しなどをさせている。かなりの守銭奴。
翡翠（ヒスイ）
声：羽吹梨里／石塚さより
弓の名手と名高い「星落としの邨」の一人息子。父譲りの弓の腕と母譲りの美貌を併せ持つ。父を尊敬しているが、その過保護さに少々辟易している面も。互いの一族同士が犬猿の仲の為、雷一族の雷穿基とは反目しあう。
雷穿基（ライセンキ）
声：小野徳己／岩崎徹
一族の掟によって、流浪の旅をしている強弓使い。無骨で口数が少ないが、自然や動物を慈しむ素朴で純粋な青年。山奥の生まれなので世間知らずな面も。互いの一族同士が犬猿の仲の為、邨一族の翡翠とは反目しあう。
鈴鈴（リンリン）
声：堂本あかり／相田さやか
美人姉妹の双子の姉。戦火によって故郷と両親を亡くし、妹と二人で旅をしている。姉妹共にかなりの酒豪で、誰彼構わず行く先々で飲み比べを持ちかけては、有り金を巻き上げて生計を立てている。
歓歓（カンカン）
声：堂本あかり／相田さやか
美人姉妹の双子の妹。戦火によって故郷と両親を亡くし、姉と二人で旅をしている。姉妹共にかなりの酒豪で、誰彼構わず行く先々で飲み比べを持ちかけては、有り金を巻き上げて生計を立てている。
赭川主（ソオセンシュ）
声：高崎拓郎／山田義晴
異国から流れ着いた異邦人で本名は「そほかわぬし」と呼ばれる。海を隔てた孤島「倭国」の出身だが、諸事情により海に出たところ、嵐に巻き込まれこの国に漂着した。異国の言葉を解するほどの教養を持ち、穏やかで聡明な人物。
隷邪単于（レイヤゼンウ）
声：藤原満／井上悟
匈奴の王族だったが叔父との権力争いに破れ、国を追われる身となる。王子としての温室育ちゆえに横柄な態度をとるが、精神的に未熟。「単于（王）」という名に固執し、「隷邪単于」または「単于」と呼ばないと怒る。
校延（コウエン）
声：小野徳己／萩道彦
元は宮廷内の主計係だったが、王に贅を控えるよう進言した代償に死罪を賜る。が、斬首間際に騒ぎが起こり、ドサクサに紛れ逃げ出し一命を取り留めた。要領は悪いがその記憶力と倹約術は群を抜き、青軍の懐事情の心強い味方に。
楼希（ロウキ）
声：早川隆之／増田淳
とある事情で青軍に入ろうと躍起になる浮浪児。短気で粗暴で口は悪いが、根は寂しがりやで妹思いの優しい少年。かなりの役人嫌いで反射的に元役人の校延を怒鳴ってしまうが、後でこっそり反省している姿も。
招夜（ショウヨ）
声：高橋あきお／長嶝高士
酒好きの医師で、昼夜飲んだ暮れている有様だが腕は確か。青軍に参加後は最前線に立ち、敵味方問わず治療に勤しむ。「生きる見込みのある者から生かす」という現実主義者で、その為周囲から冷血漢と見なされることも少なくない。
乾蛇羅（ケンダラ）
声：羽吹梨里／倉森慶二
天竺（ガンダーラ）から売られてきた、寡黙で無表情な奴隷戦士。いかなる命令にも動じることなく、淡々と遂行しようとする。基本的に主には忠実だが、宗教上の禁を犯すことには全力で抵抗する。
鶴闘応（カクトウオウ）
声：間島淳司／井上悟
白鶴山に居を構える鶴派の修行僧。若輩ながら六大開を習得しており、小柄ながらもその体術は恐るべきもの。世の乱れを憂い青軍に志願した、礼儀正しく生真面目な青年。自分を慕って追いかけてきた弟分に困惑している。
鶴考藍（カクコウアイ）
声：柊みかみ／服部加奈子
鶴派開闢以来の神童といわれる少年で、華奢な体からは想像も付かぬほど超重量の神君槍を軽々と使いこなす。その愛らしい容姿と明朗快活な性格で、青軍内のアイドル的存在。兄弟子への好意を包み隠さず常に彼を慕う。
刑堂英（ケイドウエイ）
声：佐藤史郎／長嶝高士
なぜか黄朴盛、弗良と常に三人一緒にいる大男。短気で粗雑な性格をしており、巨大な金棒を持ち歩くいかにもといった強面だが、実は見掛け倒しの小心者。とある事情で職を求めている。
黄朴盛（コウボクセイ）
声：岡崎雅紘／山田義晴
なぜか刑堂英、弗良と常に三人一緒にいる老人。陳軍に滅ぼされた小国の将軍で、生活は質素だが身なりはいい。現在は職を捜し求めているが老齢の為なかなか見つからず、将軍時代の貯蓄を切り崩して食い繋いでいる。
弗良（フツリョウ）
声：藤原満／北島淳司
なぜか刑堂英、黄朴盛と常に三人一緒にいる青年。毎度毎度騒ぎを起こす刑堂英の諌め役。常に弱気で控えめな態度だが慇懃無礼な守銭奴で、何でもお金に換算しお金になることなら喜んで飛びつく。
硫影（リュウエイ）
声：高城元気／相田さやか
身寄りの無い薬売りの少年だが、どこか不気味で陰気な雰囲気を纏う。薬の調合の腕は確かで青軍内において重宝がられているが、小動物の死骸を集めたり毒薬の本を読みふけるなどの奇行も目に付く。
蔀蝉示（ホウゼンジ）
声：小岩井学／北島淳司
陳王高の臣下の一人。かなりの策士で、目的の為には手段を選ばない卑劣な男。元は地方の小役人だったが、数々の汚い手を繰り返して今の地位を手に入れた。その欲望に踏み躙られた者は数多く、あちこちで恨みを買っている。
管常渇（カンジョウカツ）
声：高崎拓郎／山田義晴
「陳軍一の美丈夫」を自称する将軍。オネエ言葉で傲岸不遜な女王様気質だが、実は妻帯者。顔見知りの宝満を敵視しているが、本人には相手にされていない（というか顔すら覚えられていない）。
陳王高（チンオウコウ）
声：岡崎雅紘／長嶝高士
幼い皇帝を殺し、三つに分かたれた国の一つの支配者となる。国の統治などは殆ど臣下に任せ、自身は毎日ひたすら民から搾り取った贅にまみれ、淫蕩と快楽に耽る日々を送っている。
皇子
声：下野紘／萩道彦
前皇帝が即位前に身分の低い女性との間に儲けたご落胤。父の即位と共に自身の存在が世間に明らかになり、幼い頃より幾度も命を狙われ利用されかけてきた不遇の青年。現在は行方知れずであり、陳王高が血眼になって探している。
奴隷商人
声：白石稔（PC版）

## スタッフ
- 原画：由良
- シナリオ：ゆうま、マロ
- 音楽：スーパースィープ
- ムービー制作：Rainbow-Motion-Graphics（オープニング）、はらいち（デモ・エンディングムービー）

## 主題歌
- PS2版エンディングテーマ「想恋歌」
  - 歌：陶青樺（福島潤）、作詞：？、作曲：？、編曲：？

## 関連商品

### 書籍
- B's-LOGコレクション帝国千戦記 公式ビジュアルファンブック エンターブレインメディアミックス書籍部2004年9月発行 ISBN 978-4757719408
- ブルーミントノベルス6 帝国千戦記 貴沙烙の章 福永晶 (著), 由良 (イラスト), 郎猫儿 (監修) パラダイム2004年10月発行 ISBN 978-4894902664
- ブルーミントノベルス7 帝国千戦記 朱緋真の章 福永晶 (著), 由良 (イラスト), 郎猫儿 (監修) パラダイム2004年12月発行 ISBN 978-4894902671
- 帝国千戦記 新キャラ18禁追加編 オリジナル小説
- 帝国千戦記 第二弾 オリジナル小説＋4コマ漫画
- 帝国千戦記原画集
- B's-LOGコレクションPS2版 帝国千戦記 オフィシャルファンブック エンターブレインメディアミックス書籍部2005年6月30日発行 ISBN 978-4757722491

### その他・購入特典
- 帝国千戦記トレーディングカード
  - トレーディングカード 非売品プロモーションカード（陶青樺、大門）
- コミックマーケット65 台紙付き3枚組テレカ（陶青樺・燕旺珂／陶青樺・朱緋真／陶青樺・煉邦）
- コミックマーケット65 各20個限定ビーズクッション3種（陶青樺・燕旺珂／陶青樺・朱緋真・貴紗烙・燕旺珂・洪顔怜・孟元堅・翡翠・陸季／陶青樺・李琉舜）
- コミックマーケット65 各1個限定抱き枕5種 【掲載キャラクター不明】
- コミックマーケット65 2004年卓上カレンダー
- コミックマーケット66 台紙付き2枚組テレカ（陶青樺・朱緋真／陶青樺・氷霧）
- PC版初回特典マウスパッド（陶青樺・貴紗烙）
- PC版初回特典3枚組トレーディングカード（陶青樺・孟元堅／陶青樺・朱緋真／陶青樺・氷霧）
- OAシステムプラザ 限定50枚PC版購入特典描き下ろしテレカ（陶青樺・煉邦、ハート）
- ソフマップ PC版購入特典描き下ろしテレカ（陶青樺・氷霧、木蓮の花）
- 古川電気 PC版購入特典描き下ろしテレカ （陶青樺・朱緋真、蛍）
- メッセサンオー PC版購入特典描き下ろしテレカ 【掲載キャラクター不明】
- メディアランド PC版購入特典描き下ろしテレカ （陶青樺・燕旺珂、夕焼け)
- ナカウラ PC版購入特典描き下ろしテレカ （陶青樺・貴紗烙、温泉）
- キャラクタークイーンCharacter Queen PC版購入特典オリジナルテレカ 【掲載キャラクター不明】
- ラオックスアソビットシティ PC版購入特典描き下ろしテレホンカード（陶青樺・鶴闘応）※アソビットシティ移転による女性向コーナー閉鎖で特典中止？
- アニメイト PS2版購入特典描き下ろしテレカ （陶青樺・氷霧、寝室）
- メッセサンオー PS2版購入特典描き下ろしテレカ （陶青樺・燕旺珂、雨中姫抱っこ）
- ソフマップ PS2版購入特典描き下ろしテレカ （陶青樺・李暫嶺、首筋の刃）
- メディアランド PS2版購入特典オリジナルテレカ 【掲載キャラクター不明】
- セガダイレクト PS2版購入特典オリジナルテレカ （陶青樺・朱緋真、虎と赤い花と雲）
- B'sLOG 2003年11月号表紙絵柄 テレカ （陶青樺・李琉舜）
- B'sLOG 2004年11月号表紙絵柄 100名抽プレテレカ （陶青樺・朱緋真、獅子舞）
- 微熱王子Vol.7 描き下ろしポスターイラスト全プレテレカ （陶青樺・煉邦、青空と大木の下）
- あすか シリアルナンバー入りテレカ （陶青樺・燕旺珂？)
  - 上記いずれかのテレカ（陶青樺・朱緋真・彰欄、入浴）
  - 上記いずれかのテレカ（陶青樺・燕旺珂、雨しのぎ）
- アニメイト 購入特典クリアファイル （陶青樺・李琉舜）
- アニメイト 描き下ろしクリアマウスパッド 【掲載キャラクター不明】
- メディアランド追加ディスク千年の夢購入特典ポストカード （陶青樺・貴紗烙）
- メッセサンオー追加ディスク千年の夢購入特典ポストカード （陶青樺・燕旺珂、お粥）
- ドラマCD帝国千戦記 初回特典クリアファイル （陶青樺・史鋭慶）
- B'sLOG付録ポストカード（陶青樺・氷霧、きのこ）
- B'sLOG付録ポストカード（陶青樺・朱緋真、獅子舞）
- B'sLOG付録ポストカード（陶青樺・貴沙烙、月夜）
- B'sLOG付録下敷 （陶青樺・氷霧、きのこ）
- メッセサンオー配布ポイントカード（陶青樺・朱緋真、麺）
  - 出典不明ポストカード（陶青樺・燕旺珂・白怜迅、山城）

### CD
- 帝国千戦記 オリジナルサウンドトラック
- PC版初回特典オリジナルドラマCD 映し絵〜燕旺珂の寝室編〜
- PC版通信販売特典オリジナルドラマCD 映し絵〜史鋭慶の私室編〜
- PC版千夜の夢特典オリジナルドラマCD 白き幻・花の宴
- PS2版初回特典オリジナルドラマCD 現の通い路〜李琉舜と李暫嶺の再会〜
  - ED曲「想恋歌」歌：福島潤 収録
- PS2ベスト版初回特典オリジナルドラマCD 竹馬之友騒動譚
- 帝国千戦記（PC版キャスト）
- 帝国千戦記〜日々徒然〜（PS2版キャスト）
- 帝国千戦記〜日々徒然〜 第二弾（PS2版キャスト）